# Balzola
Balzola (piemontiul: Bàussla) település Olaszországban, Piemont régióban, Alessandria megyében. Lakosainak száma 1234 fő (2023. január 1.). Balzola Costanzana, Rive, Villanova Monferrato, Casale Monferrato és Morano sul Po községekkel határos.

## Népesség
A település népessége az elmúlt években az alábbi módon változott:
| Lakosok száma | 1357 | 1371 | 1234 |
|               | 2017 | 2018 | 2023 |